# Alma Har'el

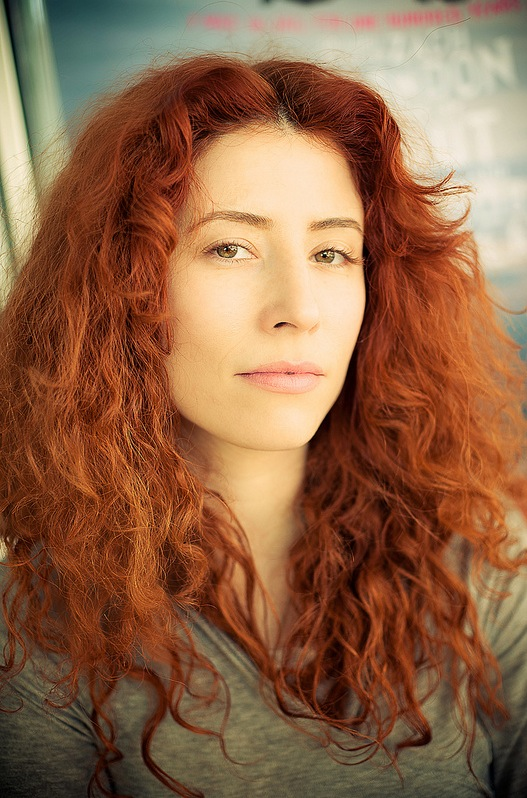
Alma Harʾel (2013)

Alma Harʾel (hebräisch עַלְמָה הַרְאֵל ʿAlmah Harʾel, * 1976 in Tel Aviv-Jaffa) ist eine israelisch-US-amerikanische Musikvideo- und Filmregisseurin und -produzentin, die vor allem für ihren Dokumentarfilm Bombay Beach bekannt ist, aber auch für ihr Spielfilmdebüt Honey Boy.

## Leben
Alma Harʾel wurde 1976 in Tel Aviv-Jaffa geboren und wuchs in einer jüdischen Familie auf. Dort begann sie ihre Karriere als Fotografin und Videokünstlerin, insbesondere bei Konzerten mit Live-Musik. Diese Arbeit setzte sie in New York und London fort.
Eines der bekanntesten Projekte von Harʾel als Musikvideoproduzentin war eine Zusammenarbeit mit Balkan Beat Box, einschließlich eines elfminütigen Videos, das 2005 veröffentlicht wurde. Ihre häufige Zusammenarbeit mit der Zach Condon von der Band Beirut brachte ihr zahlreiche Auszeichnungen und Nominierungen bei Film- und Musikvideofestivals auf der ganzen Welt ein. So wurde das Musikvideo von Beirut für Elephant Gun aus dem Jahr 2009 als bestes Regiedebüt bei den MTV Video Music Awards und den Music Video Production Association Awards nominiert und wurde vom Paste Magazine auf Platz 30 der Musikvideos des Jahrzehnts gewählt.
Für ihren Dokumentarfilm Bombay Beach hatte sie 2011 beim Tribeca Film Festival den Hauptpreis erhalten.
Das Musikvideo für das Lied Fjögur píanó der isländischen Band Sigur Rós aus dem Jahr 2012 inszenierte Harʾel zusammen mit der Tänzerin Denna Thomsen. Das Video war Teil des Valtari Mystery Film Experiment, bei dem Sigur Rós ein Dutzend Filmemacher bat, jeweils einen Song aus dem Album auszuwählen und ein von der Musik inspiriertes Video zu drehen. Hierfür hatten alle Beteiligten von der Band das gleiche Budget von 10.000 US-Dollar erhalten, jedoch keine Vorgaben. 
Von 2014 bis 2016 war sie Global Creative Director beim Immersive Media-Unternehmen RYOT. Im Jahr 2016 wurde Harʾel von IndieWire zu einer der „Top 12 female filmmakers ready to direct a blockbuster“ bestimmt. Im Januar 2019 stellte sie im Rahmen des Sundance Film Festivals ihr Spielfilmdebüt Honey Boy vor. Das Filmdrama nach einem Drehbuch von Shia LaBeouf erzählt von der Kindheit und Jugend des Schauspielers. Ihr geplantes Filmprojekt Mockingbird basiert auf dem Science-Fiction-Roman Die Letzten der Menschheit  von Walter Tevis.
Ende Juni 2020 wurde Harʾel ein Mitglied der Academy of Motion Picture Arts and Sciences.

## Musikvideos (Auswahl)
- Muki (מוקי) – Won't Stop Dreaming (2006)
- Beirut – Elephant Gun (2007)
- Beirut – Postcards from Italy (2008)
- Bajofondo – Pa' Bailar (2008)
- Nikka Costa – Stuck to You (2008)
- The Rolling Stones (Soulwax remix) – You Can't Always Get What You Want (2009)
- Jack Peñate – Tonight's Today (2009)
- Beirut– Concubine (2009)
- Sigur Rós – Fjögur píanó (2012)
- Bob Dylan – Shadow Kingdom (2021)

## Filmografie (Auswahl)
- 2011: Bombay Beach (Dokumentarfilm)
- 2016: LoveTrue (Dokumentarfilm)
- 2017: Jellywolf (Kurzfilm)
- 2017: 11/8/16 (Dokumentarfilm)
- 2019: Honey Boy
- 2024: Lady in the Lake (Miniserie)

## Auszeichnungen
Directors Guild of America Award
- 2020: Auszeichnung für das Beste Regiedebüt (Honey Boy)[8]

Independent Spirit Awards
- 2020: Nominierung für die Beste Regie (Honey Boy)[9]

London Film Festival
- 2019: Nominierung im Wettbewerb (Honey Boy)

Sundance Film Festival
- 2019: Nominierung für den Grand Jury Prize im U.S. Dramatic Competition (Honey Boy)
- 2019: Auszeichnung mit dem U.S. Dramatic Special Jury Award – Vision & Craft (Honey Boy)[10]